# Эрмольд Нигелл
Эрмо́льд Ниге́лл (Эрмольд Чёрный; лат. Ermoldus Nigellus; 790 (?) — после (?) 838) — франкский поэт, написавший поэму «Прославление Людовика, христианнейшего кесаря» (или просто «Прославление Людовика»), а также 2 стихотворения, обращённые к королю Пипину I Аквитанскому.

## Биография
Всё, что известно о жизни Эрмольда, известно лишь из упоминаний в его собственных произведениях. Его родиной была Аквитания. Ему было дано хорошее образование в лучших традициях Каролингского возрождения. Он был клириком, однако уже в свои ранние годы Эрмольд попал ко двору короля Людовика I Благочестивого и именно ему тот поручил обучение своего второго сына, Пипина, наукам. После того, как Пипин I в 814 году стал правителем Аквитании, Эрмольд стал одним из его ближайших советников и доверенных лиц.
В 824 году Эрмольд, вместе с Пипином, принял участие в походе в Бретань, но уже в следующем, 825 году, в связи с сочинением им стихов, высмеивающих императора Людовика, он был обвинен своими врагами в настраивании Пипина I против отца и, по приказу императора, отправлен в ссылку в Страсбург, под надзор епископа Бернольда. В 826 году, пытаясь искупить свою вину против императора и добиться прощения, Эрмольд написал поэму-панегирик «Прославление Людовика», однако его труды остались без ответа. Тогда он отправил своему покровителю, королю Пипину, два стихотворения: «Славословие Пипину» и «Послание к нему же», в которых, подражая Овидию, описывал свои страдания в ссылке и просил Пипина ходатайствовать за него перед Людовиком I.
О дальнейшей судьбе Эрмольда точных сведений нет. Предполагается, что не позднее 830 года, в связи с войной Людовика Благочестивого с сыновьями, Эрмольд был прощен. Так же предполагается, что Эрмольд являлся одним лицом с настоятелем Анианского аббатства Хермольдом, которого император Людовик посылал в 834 году к Пипину, чтобы убедить короля Аквитании вернуть захваченное церковное имущество, а также с канцлером Пипина I, подписавшим в 838 году три королевские хартии.

## Сочинения
Главным сочинением Эрмольда Нигелла является поэма «Прославление Людовика». Поэма, наполненная реминисценциями из античных авторов, состоит из вступления и 4-х книг (2649 стихов), написанных элегическим стихом, в которых описываются события 781—826 годов.
Книга I начинается обращением Эрмольда к Людовику I Благочестивому и императрице Юдифи, затем описывается венчание Людовика короной Аквитании в 781 году и взятие Барселоны франками в 801 году. В Книге II говорится о венчании в 813 году Людовика I императорской короной, о визите в 816 году папы римского Стефана IV (V) в Реймс, а также содержится рассказ о святом Бенедикте Анианском. Книга III рассказывает о походе Людовика Благочестивого в Бретань в 818 году и поединке бретонского вождя Муркомана с франком Хозлоном, а затем о случившемся в 820 году в Ахене судебном поединке между двумя гасконскими дворянами Санилой и Берой. В Книге IV описаны миссионерская поездка архиепископа Эббона Реймского в Данию и крещении в Ахене в 826 году конунга данов Харальда.
Несмотря на свой литературный характер, поэма Эрмольда содержит ряд ценных исторических известий (главным образом, о войнах франков с арабами и бретонцами), а также довольно полно описывает быт и нравы двора королей Франкского государства. Два послания Эрмольда к Пипину I Аквитанскому почти не содержат значимых для исторической науки материалов.

### Издания
«Прославление Людовика» сохранилось лишь в двух рукописях X века и долгое время о существовании поэмы вообще не было известно. Первое полное издание было осуществлено лишь в 1726 году итальянским учёным Антонио Муратори.
- Monumenta Germaniae Historica. Scriptores. T. II.— Hannover, 1826. (лат.)
- Patrologia Latina. T.105.— Paris, 1844. (лат.)
- На русский язык «Прославление Людовика» издавалось лишь в отрывках. Из них наиболее крупные:

- Из поэмы «Прославление Людовика, христианнейшего кесаря» // Песни о Гильоме Оранжском. — М.: Наука, 1985. — С. 459—462. Архивировано 4 апреля 2008 года. (осада и взятие Барселоны)
- Эрмольд Чёрный. Людовик Благочестивый и норманны (в 826 г.) // История Средних веков: От Карла Великого до Крестовых походов (768—1096) / составитель Стасюлевич М. М. —3-е издание. — М.:ООО «Издательство АСТ»; СПб.:Полигон, 2001. — С. 116—124. — 688 с. — ISBN 5-17-011317-X и ISBN 5-89173-120-7 (прозаическое описание миссии Эббона Реймского в Данию и крещения Харальда)
- Эрмольд Нигелл. Из поэмы «Прославление Людовика, христианнейшего Цезаря». С. 269—282. // Памятники средневековой латинской литературы. VIII—IX века / ответственный редактор Гаспаров М. Л. — М.:Наука, 2006. — С. 269—282. — 480 с. — ISBN 5-02-033919-9 (взятие Барселоны, о Бенедикте Анианском, судебный поединок между Берой и Санилоной, обращение к Людовику Благочестивому и Юдифи с просьбой о помиловании)